# Mathieu Gallet
Ne doit pas être confondu avec Matthieu Galey.
Pour les articles homonymes, voir Gallet.
Mathieu Gallet, né le 8 janvier 1977 à Villeneuve-sur-Lot (Lot-et-Garonne), est un dirigeant de l'audiovisuel public et homme d’affaires français.
Après des débuts dans le secteur privé, il fait partie de plusieurs cabinets ministériels à partir de 2006.
Il est nommé en 2010, à l'âge de 33 ans, président-directeur général de l'Institut national de l'audiovisuel (INA) puis en 2014 président-directeur général de Radio France.
Condamné par le tribunal de Créteil pour favoritisme dans une affaire d'attribution de marchés lors de son mandat à l'INA, il est démis de ses fonctions à Radio France par le Conseil supérieur de l'audiovisuel (CSA) en 2018. La cour d'appel de Paris allège sa peine en 2021 en la ramenant à une amende.

## Vie personnelle

### Enfance et formation
Mathieu Gallet naît le 8 janvier 1977 à Villeneuve-sur-Lot (Lot-et-Garonne), Il est le fils d’un commercial et d’une fonctionnaire employée de La Poste. Il effectue sa scolarité au lycée Georges Leygues de Villeneuve-sur-Lot. Après une hypokhâgne, il intègre l'Institut d'études politiques de Bordeaux, d'où il sort diplômé en 1999, avant d’obtenir l’année suivante un DEA d'analyse économique des décisions publiques à l'université Panthéon-Sorbonne.

### Vie privée
Alors qu'il se montre discret sur sa vie privée, un article que lui consacre Le Monde en 2014 fait allusion à son homosexualité. La journaliste Sophie des Déserts, grand reporter pour Vanity Fair, confirme l'homosexualité de Mathieu Gallet lorsqu'elle est invitée sur le plateau de l'émission Quotidien le 25 mai 2018 pour parler d'un portrait qu'elle a écrit à son sujet.
Durant la campagne pour l'élection présidentielle de 2017, des rumeurs sont lancées sur une prétendue liaison de Mathieu Gallet avec Emmanuel Macron. Elles sont publiquement démenties par ce dernier,,,,,. Dans son ouvrage Jeux de pouvoir, il aborde cet événement en déclarant n'avoir pas apprécié que son nom soit utilisé publiquement par Emmanuel Macron sans le prévenir en amont et que les conseillers de ce dernier ont volontairement laissé enfler cette rumeur pour en tirer profit durant la campagne présidentielle de 2017,.

## Carrière professionnelle dans le secteur privé

### Activité dans le marketing et la gestion
Parallèlement à ses études, il commence sa carrière en 1999 en tant que directeur adjoint du marketing et de la promotion internationale d’Erato Disques, puis intègre en 2000 le groupe Pathé au poste de responsable de l'administration des ventes internationales. Il est ensuite contrôleur de gestion à Studiocanal de 2001 à 2004, puis chargé de mission aux relations institutionnelles du groupe Canal+. En 2000, il travaille au poste de responsable administratif des ventes chez Pathé International.
Entre 2001 et 2004, il devient contrôleur de gestion au Studio Canal, évolue rapidement dans le groupe, et entre 2004 et 2006 il devient chargé de mission pour les relations extérieures du groupe Canal+.
Après son passage par le service public entre 2006 et 2018, il revient dans le secteur privé comme entrepreneur.

### Activité d'entrepreneur
En juillet 2018, il annonce la création de « Majelan », société qu'il préside, et dont l'objectif alors affiché est de devenir le « Netflix du podcast ». En quelques mois, la start-up lève quatre millions d'euros auprès de plusieurs investisseurs dont Idinvest Partners, Xavier Niel, Jacques Veyrat et Fabrice Larue, une première pour un acteur français du podcast,.
Lancée le 4 juin 2019, l'application fait très rapidement face aux critiques de producteurs de podcasts et replay de radio, mécontents de voir leur contenus récupérés,. Sibyle Veil, présidente de Radio France, demande le retrait de leurs podcasts. Mathieu Gallet défend le projet en déclarant : « Il y a quelques créateurs qui n’ont pas envie d’y être. Ok. Nous, on est là pour mettre en avant [des contenus] ». Il réclame une « équité de traitement », estimant que les radios exigeant le retrait de leurs productions de Majelan devraient aussi cesser de les mettre à disposition des plateformes de podcast d'Apple et Google.
En juillet 2022 l'agence de contenus ETX Studio rachète Majelan. Mathieu Gallet devient président du conseil d'administration de l'agence. En février 2025, ETX Majelan se renomme en Majelan X et Mathieu Gallet se retire de la présidence du conseil d'administration mais reste actionnaire.

## Carrière dans le secteur public

### Conseiller ministériel
En 2006, il quitte Canal plus, et entre au cabinet de François Loos, ministre délégué à l’Industrie, comme conseiller technique chargé de l’audiovisuel et des nouvelles technologies. En 2007, il rejoint le ministère de la Culture et de la Communication, où il est conseiller technique pour l’audiovisuel et les médias de Christine Albanel. À son arrivée, le nouveau ministre Frédéric Mitterrand, dont il devient un proche,, le conserve dans son équipe et le promeut directeur de cabinet adjoint.
Durant cette période, il est chargé de nombreux dossiers tels que la réforme de la structure de France Télévisions et la suppression de la publicité sur les antennes publiques, l’assouplissement des règles de diffusion de la publicité, la modification des décrets Tasca concernant le financement de la production audiovisuelle, les États généraux de la Presse ou encore la numérisation des œuvres du patrimoine national.

### Président de l'Institut national de l'audiovisuel

#### Polémique sur les conditions de sa nomination

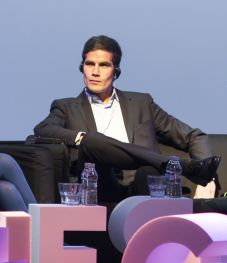
Mathieu Gallet en 2013.

Lors du Conseil des ministres du 26 mai 2010, avec le soutien actif de Frédéric Mitterrand, Mathieu Gallet est nommé président de l'Institut national de l'audiovisuel (INA), en remplacement d'Emmanuel Hoog, parti diriger l'Agence France-Presse.
Cette nomination suscite certaines critiques, y compris dans la majorité, compte tenu de l'inexpérience de l'intéressé, et parce qu'il n'a jamais dirigé d'entreprise.
Par une lettre datée du 10 janvier 2011, Jérôme Royer, maire socialiste de Jarnac et membre de l’association Anticor, a saisi le Service central de prévention de la corruption (SCPC) afin qu’il émette un avis sur la nomination de Mathieu Gallet à l’INA au motif que celle-ci n’avait pas été soumise à l'approbation de la Commission de déontologie de la fonction publique alors que cette saisine était obligatoire. En effet, le membre d'un cabinet ministériel ne peut exercer pendant trois années une responsabilité dans une entreprise dont il a eu la tutelle.
Considérant que ces allégations de « prise illégale d’intérêt » méritaient « de plus amples investigations », le SCPC a transmis le dossier au parquet de Créteil. Celui-ci a ouvert une enquête le 26 janvier 2011, notamment pour vérifier si l'INA évoluait dans un secteur concurrentiel. La police judiciaire conclut à la « prise illégale d'intérêts », l'INA évoluant bien dans un secteur concurrentiel et la nomination de Mathieu Gallet n'ayant pas été soumise à la Commission de déontologie de la fonction publique. Finalement, le président de la Commission de déontologie, Olivier Fouquet, président de section honoraire du Conseil d’État, entendu par les enquêteurs, affirme que, s’il avait été saisi, il aurait rendu un avis négatif sur la nomination de M. Gallet.
L'enquête est cependant classée sans suite en 2012. Mais l'association Anticor déclare, en février 2014, se réserver le droit de se porter partie civile, comme elle l'avait fait, dans une situation similaire, pour l'affaire Pérol,.

#### Politique d'ouverture
Concernant les orientations stratégiques de son mandat, Mathieu Gallet déclare vouloir ouvrir l’INA à un plus large public, tout en développant la formation : « Pendant la décennie 2000, l’entreprise s’est concentrée sur la numérisation. Mon projet est d’ouvrir l’INA sur la société, sur le monde. » Il signe ainsi successivement des partenariats avec Dailymotion et YouTube, permettant à chacune de ces plateformes d'accueillir plus de cinquante mille vidéos de l’INA, ce qui vise à élargir leur audience, « notamment aux plus jeunes ». Mathieu Gallet souhaite multiplier ce type de partenariat en installant photos et vidéos de l’INA aux grands carrefours d’audience du Web, mais aussi dans des lieux physiques tels que les musées ou les expositions.
D’autres initiatives sont prises à destination du grand public : en novembre 2010, c’est un nouveau service de photos à la demande qui est lancé sur le site photo.ina.fr. Les services de l’INA se développent également sur les télévisions connectées, et un nouveau service de vidéo à la demande baptisé Ina Premium est ouvert aux abonnés Numericable et Free.
Le 11 octobre 2010, il inaugure un nouveau site bilingue, inaglobal.fr, défini comme une « revue des industries créatives et des médias ». Reposant sur un réseau de quatre cents collaborateurs venant de trente pays, il est présenté comme « une revue au sens académique du terme ». En mai 2011, il licencie plusieurs cadres importants de l'INA, ce qui provoque un vif scandale (et une accusation de  « purge » politique selon le magazine d'actualité Le Point) dont la presse se fait l'écho dans de nombreux articles.
En avril 2012 est lancé Dites-le avec l’Ina, un site web regroupant les vidéos des « petites phrases » célèbres de divers hommes politiques permettant aux internautes de les partager sur les réseaux sociaux. La plateforme enregistre 300 000 vidéos vues durant la première semaine, faisant ainsi augmenter de trente pour cent la fréquentation du site Ina.fr.
Le 2 juillet 2012 à Bordeaux, Mathieu Gallet lance « Ina Mémoires partagées », grande opération contributive destinée à enrichir le patrimoine audiovisuel à travers la mise en valeur sur ina.fr d'images amateurs, sélectionnées selon leur valeur patrimoniale.
Mathieu Gallet affirme également sa volonté de démocratiser l’accès aux ressources du dépôt légal de la radio et de la télévision assuré par l’Institut, en créant de nouveaux points d'accès sur tout le territoire (ces ressources n'étaient jusque-là accessibles qu'à la Bibliothèque nationale de France et dans les six délégations régionales de l'INA à Lille, Strasbourg, Rennes, Lyon, Toulouse et Marseille). Les deux premiers postes de consultation multimédia décentralisés sont inaugurés à la Médiathèque Jacques Ellul de Pessac en octobre 2012, et l'Institut annonce alors sa volonté d'en déployer dans une quinzaine de villes sous trois ans.

#### Gestion interne
Fin juillet 2010, peu après son arrivée dans l’entreprise, Mathieu Gallet signe avec l’État un nouveau contrat d’objectifs et de moyens (COM), prévoyant notamment la poursuite de la sauvegarde et de la numérisation des archives audiovisuelles menacées ainsi que le développement des activités d’enseignement et de recherche de l’Institut.
Au titre des investissements d'avenir, Mathieu Gallet a obtenu pour l’INA un financement de quinze millions d’euros, destiné à prolonger le plan de sauvegarde et de numérisation des archives lancé en 2000, ainsi qu’à enrichir l’offre exploitable de l’INA à travers des mandats confiés par des acteurs de l’audiovisuel privé, comme c’est déjà le cas par exemple avec TF1 (mandat d’exploitation conclu en 2008, renouvelé et élargi en décembre 2011). Grâce à ces financements, l'INA a pu débuter en 2013 la numérisation systématique de tous les fonds récents des stations d'Outre-mer première (ex-RFO), prévue pour s'achever à l'horizon 2018.
Sur le plan social, il signe le 9 novembre 2012 un nouvel accord collectif sur le statut des salariés à l'INA, aboutissement de trois années de négociation avec les organisations syndicales. L'INA devient ainsi la première entreprise de l'audiovisuel public à se doter d'un nouvel accord d'entreprise, à la suite de la dissolution le 9 avril 2009 de l'association des employeurs du secteur public de l'audiovisuel[source insuffisante].
En 2011 - première année pleine de son mandat - l'INA a dégagé un résultat net de 2,6 millions d'euros, en progression de 18 % par rapport à 2010. L'année suivante, en 2012, le chiffre d'affaires de l'Institut a atteint son plus haut niveau depuis 2008, à 40,9 millions d'euros.
Lorsqu'il est la tête de l'INA, Mathieu Gallet fait toutefois l'objet de nombreuses critiques, relayées par plusieurs articles de presse. « Mathieu Gallet ne respire pas un esprit de service public très développé », s'inquiète ainsi, dans un long article de Marianne, le député Didier Mathus, membre du conseil d'administration de l'INA. L'enquête de Marianne dénonce notamment ses tentatives de privatisation de l'INA,.

##### Affaire des contrats de l'INA
Le 23 mai 2016, le journal en ligne Médiapart révèle qu'un rapport provisoire de la Cour des comptes met en cause les notes de frais somptuaires durant ses fonctions à la tête de l'INA (plus de 60 000 euros entre 2012 et 2014). Dans ce même pré-rapport, il est aussi fait état de contrats de sous-traitance passés sans appels d'offres selon un choix de procédure « inadapté voire irrégulier ».
L'association Anticor a alors déposé plainte pour favoritisme en mai 2015, et une enquête préliminaire est ouverte le 4 juin 2015. En juin 2017, Mathieu Gallet est renvoyé en correctionnelle pour, entre autres, deux contrats avec Roland Berger Strategy Consultants, pour un montant de 420 000 euros, avec en plus 119 000 euros pour un avenant et un marché complémentaire, et pour une mission de réforme de la direction des collections à l'INA qui n'a abouti à rien. Le procès est fixé au 16 novembre 2017. Le parquet de Créteil requiert 18 mois de prison avec sursis et 40 000 euros d'amende pour « délit de favoritisme »,.
Le 15 janvier 2018, Mathieu Gallet est condamné à un an de prison avec sursis et à une amende de 20 000 euros,. Le 4 février 2021 sa peine est allégée en appel, la cour le condamnant à 30 000 euros d'amende sans peine de prison.

#### Relations extérieures
En novembre 2010, Mathieu Gallet participe à un symposium de l’Université de Californie à Los Angeles (UCLA), où l’INA fait la démonstration de son savoir-faire en matière de numérisation et d’exploitation des archives audiovisuelles. Le 1er février 2012, il se rend à Washington pour signer une convention de partenariat avec la Bibliothèque du Congrès, prévoyant l’échange de cinq cents documents audiovisuels entre les deux institutions. Le 21 juin 2013, il signe à La Havane un accord avec l'Institut cubain de l'art et de l'industrie cinématographiques (ICAIC), visant à la restauration, la numérisation et la commercialisation du fonds d'archives filmées des Noticieros, journaux d'actualité hebdomadaires créés par le réalisateur Alfredo Guevara. Le 11 octobre 2013, il est nommé pour quatre ans membre du conseil stratégique du NInA, l’Institut national de l'audiovisuel polonais.
Mathieu Gallet est également président du Comité d'histoire de la télévision (CHTV) et de la Conférence permanente de l’audiovisuel méditerranéen (COPEAM). À ce titre, il inaugure, le 12 octobre 2012 à Marseille, le site MedMem, dédié à la mémoire audiovisuelle des pays de la Méditerranée.

### Président de Radio France
Le 27 février 2014, le CSA nomme Mathieu Gallet PDG de Radio France à compter du 12 mai suivant, en remplacement de Jean-Luc Hees avec pour tâche de rétablir les comptes et l'audience de l'entreprise publique.

#### Projets
Selon France Info, il prévoit la transformation de la station en service « tri-médias » (radio, vidéo, web) au sein d'une « fédération numérique » réunissant France Télévisions, France Médias Monde et l'INA. L'antenne traitera également davantage le sport et produira du journalisme d'investigation dans une émission hebdomadaire spécifique. Par ailleurs, il veut privilégier le direct, car les émissions préenregistrées et diffusées en différé doivent à ses yeux devenir l'exception.
Pour le Mouv', son objectif est de dépasser 1,5 % d'audience (contre 0,4 % auparavant). La radio changera de nom, nouera des partenariats avec des salles de concert, et  évoluera dans le cadre de la transformation en « service tri-médias » de l'entreprise. Mathieu Gallet dit vouloir engager un « profond renouvellement » et axer le programme sur les musiques actuelles avec « moins de verbe et plus de musique ».
Enfin, concernant la musique sur les antennes du groupe, Mathieu Gallet estime que « la situation actuelle n'est plus tenable » en déplorant la concurrence entre les deux orchestres maison. Il veut en conséquence unifier la direction artistique et l'administration, promouvoir « la cogestion » des orchestres en associant les musiciens aux décisions. Par ailleurs les concerts seront désormais diffusés à la fois sur les sites de Radio France, sur YouTube et sur Dailymotion.

#### Grève de 2015
Alors que Mathieu Gallet envisage la suppression de plus de 300 postes, sous forme d'un plan de départs volontaires (sur 4 380 salariés en CDI) et plusieurs autres mesures d'économies, plusieurs syndicats de Radio France déposent un préavis de grève pour le 19 mars 2015, le troisième en moins d'un mois. La direction justifie cette stratégie par la réduction des coûts demandée par l'État actionnaire[réf. souhaitée].
Le 20 mars 2015, une assemblée générale est organisée par les salariés de Radio France au Studio 104 de la Maison de la radio. Mathieu Gallet répond aux questions des salariés. L’intersyndicale (CGT, SNJ-CGT, SUD, UNSA, CFDT, FOSNRT) évoque alors dans un communiqué « une crise de confiance vis-à-vis du PDG, et surtout vis-à-vis de ses choix stratégiques pour l’avenir ». La défiance vis-à-vis du PDG est notamment alimentée par les controverses du bureau de fonction réaménagé. Dominique-Jean Chertier est missionné par la ministre de la culture et de la communication, Fleur Pellerin, le 9 avril 2015, pour mener une médiation dans le conflit qui oppose la direction de Radio France et ses salariés, en grève depuis vingt-deux jours. La grève prend fin le 16 avril 2015, après 28 jours, ce qui en fait le plus long conflit social de l'histoire du groupe public.
Le 9 septembre 2015, lors d’un comité central d'entreprise extraordinaire (CCE), Mathieu Gallet annonce la suppression de 270 postes en CDI et CDD d’ici à 2018, effectuée par le non remplacement de certains départs à la retraite (un sur deux en 2016 et 2017, un sur trois en 2018). Il renonce ainsi au plan de 350 départs volontaires initialement prévu.

#### Actions
Mathieu Gallet fait profondément modifier la grille des programmes et revoit le positionnement des différentes chaînes, dont Le Mouv', qui devient Mouv', et se positionne sur les cultures urbaines. Après des mois de discussions, entre 2015 et 2016, l'offre d’information globale de service public franceinfo initiée par France Télévisions, Radio France, France Médias Monde et l’INA est lancée en août 2016. À son départ de Radio France, Mathieu Gallet tient à saluer les audiences records.

#### Controverses
Le Canard enchaîné, dans son numéro du 18 mars 2015, révèle que le bureau de fonction de Mathieu Gallet a été réaménagé pour plus de 100 000 euros. Mathieu Gallet assure que les travaux de son bureau ont été votés avant son arrivée, dans le budget 2014. La direction de Radio France affirme dans un communiqué que certains éléments du bureau, jamais restaurés depuis l'inauguration de la Maison de la Radio en 1963, constituent « un patrimoine historique témoin des arts décoratifs des années 1960 et [nécessitaient] des travaux de restauration ». Elle confirme le montant de 105 000 €.
Le 20 mars 2015, alors que les ministères des Finances et de la Culture ont annoncé avoir diligenté une enquête sur les dépenses de la présidence et de la direction de Radio France, le site de Libération fait état d'une nouvelle polémique touchant sa voiture de fonction. En plus de la rénovation de son bureau, le PDG de Radio France a obtenu le remplacement de la Citroën C6, qui datait de 2010 et qui lui avait été attribuée lors de son arrivée, par une Peugeot 508 neuve. Le PDG de Radio France qualifie ces révélations de « calomnie ».
Le Canard enchaîné du 25 mars 2015 révèle également que Mathieu Gallet a financé avec l'argent de Radio France « pour 90 000 euros par an et sans appel d'offres, un expert pour gérer son image ».
Le 20 avril 2015, un rapport de l'Inspection générale des Finances confirme les dépenses tout en indiquant qu'« aucune des dépenses examinées, du président […] ne présente de caractère anormal ou disproportionné par leur nature ou leur montant »,.
Après une enquête menée par la Brigade de Répression de la Corruption et de la Fraude fiscale (BRCF), Mathieu Gallet a été condamné en première instance à un an de prison avec sursis et 20 000 euros d'amendes, puis finalement en appel à 30 000 euros d'amende pour favoritisme.

#### Révocation par le CSA
À la suite de la condamnation de Mathieu Gallet pour favoritisme, la ministre de la Culture, Françoise Nyssen, déclare le 16 janvier 2018 : « Les dirigeants d'entreprises publiques ont un devoir d'exemplarité. Un dirigeant condamné pour favoritisme, ce n'est pas une situation acceptable. Il appartient à l'intéressé d'en tirer les conséquences, ainsi qu'au Conseil supérieur de l'audiovisuel, légalement compétent ». Malgré la position du gouvernement, Mathieu Gallet exclut de démissionner,.
Le lendemain, le 17 janvier, le Conseil supérieur de l'audiovisuel (CSA) annonce qu'il engage une procédure au titre de l'article 47-5 de la loi relative à la liberté de communication,. Après avoir auditionné Mathieu Gallet le 31 janvier, l'autorité de régulation décide de lui retirer son mandat à Radio France, avec prise d'effet au 1er mars 2018,. Le CSA motive sa décision en affirmant que « pour assurer dans de bonnes conditions la gestion d’une société détenue à 100 % par l'État, il importe que les relations d’échange et de dialogue entre les représentants de l’État et le président-directeur général de la société soient denses, confiantes et permanentes, dans un contexte de réforme majeure de l’audiovisuel public annoncée par le pouvoir exécutif ». Le doyen des administrateurs de Radio France, Jean-Luc Vergne, assure alors l'intérim jusqu'au 12 avril 2018, date de la nomination de Sibyle Veil à la tête de Radio France,.
Le 5 avril 2018, Mathieu Gallet annonce qu'il conteste la légalité de la décision du CSA en déposant un recours devant le Conseil d'État,. Jugeant que sa révocation ne porte pas atteinte à sa présomption d’innocence, le Conseil d’État rejette le recours de Mathieu Gallet face au CSA le 14 décembre 2018. Le juriste Paul Cassia s'interroge sur le bien-fondé de cette décision, affirmant que « sur le terrain de la procédure administrative non-contentieuse, le CSA puis le Conseil d'État ont donné un effet juridique définitif à une décision de justice pénale qui, à la date où la décision administrative qui s'y réfère a été prise, ne pouvait […] pas en avoir ».
En mai 2022, il publie Jeux de pouvoir, où il revient notamment sur ses années à Radio France. Télérama qualifie le livre de « léger en autocritique et lourd d’attaques contre de supposés adversaires »,

## Autres fonctions
Il est membre de la promotion 2014 du programme « Young Leaders » de la France China Foundation.
Le 19 janvier 2017, Mathieu Gallet est élu président de l’association des Médias francophones publics (MFP) en remplacement de Gilles Marchand. Il sera remplacé en 2019 par Sibyle Veil.
Il est président du Conseil d'administration de Sciences Po Bordeaux depuis le 17 novembre 2023.
En janvier 2024, Mathieu Gallet est nommé président du Conseil de surveillance du journal économique Les Échos.

## Ouvrages
- Le Nouveau Pouvoir de la voix : comment l'audio va s'imposer à l'ère digitale, éditions Débats publics, 2020, 219 p. (ISBN 2-37509-620-7)
- Jeux de pouvoir, Bouquins, 2022 (ISBN 978-2-38292-228-6)[119]